# هنري كالي
هنري كالي (بالإنجليزية: Henry Culley)‏ هو لاعب كرة مضرب أمريكي سابق بدأ مسيرته كمحترف سنة 1929 وكان يلعب باليد اليمنى، اعتزل اللعب في 1937. وصل ربع نهائي بطولة أمريكا المفتوحة للتنس سنة 1936 منتصرا على سيدني وود.

## روابط خارجية
- هنري كالي على موقع رابطة محترفي التنس (الإنجليزية)
- هنري كالي على موقع أرشيف التنس.كوم (الإنجليزية)